# Saturday Night Wrist
Saturday Night Wrist (с англ. — «Запястье в субботний вечер») — пятый студийный альбом американской альтернативной метал-группы Deftones, выпущенный 31 октября 2006 года на лейбле Maverick Records. Это первый альбом, где в роли продюсера не участвует Терри Дэйт, который работал над предыдущими альбомами группы; также это последний альбом, в записи которого участвовал Чи Ченг — он попал в автокатастрофу в 2008 году и впал в кому (в этот период группа работала над новым альбомом под названием Eros), а в 2013 году он был отключен от аппарата поддержания жизни.
Saturday Night Wrist — результат долгой внутренней напряжённости в группе. Запись альбома проходила с постоянными перерывами, отчасти связанными с наркозависимостью фронтмена группы Чино Морено. Несмотря на множество проблем с записью и распрями между членами группы, альбом снискал похвалу у музыкальных критиков.

## Предыстория
В начале 2004 года лейбл Maverick Records рассказали Deftones, что нужно вернуться в студию ввиду тусклых продаж одноимённого альбома группы. Группа приступила к исполнению новаторских идей для нового альбома в студии The Spot в городе Сакраменто, штат Калифорния. 30 апреля 2004 года группа известила, что они переезжают в Малибу чтобы продолжить сочинение музыки альбома в студии Morning View House, где ранее американская рок-группа Incubus записывала свой четвёртый студийный альбом Morning View. Большую часть лета Deftones провела там, в результате чего материал для нового альбома Чино охарактеризовал как «неприкрытой пагубной музыкой».
Затем группа приступила к поиску нового продюсера и записи альбома. Сначала группа привлекала к работе музыкального продюсера, музыканта и певца Кена Эндрюса из американской альтернативной рок-группы Failure и Рика Окасека из американской нью-вейв-группы The Cars, но безуспешно. Около недели группа работала с американским хип-хоп-продюсером Dan the Automator. По словам гитариста Стефена Карпентера, в сотрудничестве с ним, Deftones, казалось, преследовали «более техническое» звучание, основанное на элементах мат-метала. После некоторого обсуждения, Чино и барабанщик Эйб Каннингем успешно продвигались в работе с продюсером Бобом Эзрином (известный своими работами с такими исполнителями, как Kiss, Pink Floyd, Элис Купер) и инженером Брайаном Вирту.
После группа взяла небольшой перерыв прежде чем распланировать месячный тур с такими группами, как Dredg и C-Minus, чтобы проверить некоторые свои материалы начиная с Сан-Франциско, штат Калифорния и заканчивая в Хартфорде, штат Коннектикут близ студии Боба Эзрина. Запись альбома началась в ноябре 2004 года. Во время сессий проходила напряжённость между участниками группы, а также между Чино и Бобом. В это же время Чино временно покинул студию, чтобы продолжить работу в студии со своим сайд-проектом Team Sleep, в то время как группа продолжала записывать новый альбом. Запись совместно с Бобом Эзрином закончилась перед Рождеством, и группа уехала обратно в свою домашнюю студию, чтобы отдохнуть.
В начале 2005 года Deftones вновь приступили к записи альбома совместно с Бобом Эзрином и Брайаном Вирту в своей студии The Spot, в процессе которой группа сочинила несколько новых песен. Весной Чино решил взять перерыв, чтобы отправиться в тур с Team Sleep, а также выпустить долгожданный дебютный альбом. Чино утверждал, что это было для него лучшим занятием, потому что он не мог сосредоточиться на записях ввиду алкогольной зависимости и злоупотребления амфетамина, а также разрыва брака со своей давней женой Селестой.
Остальные участники группы, стремясь закончить запись нового альбома, решила что будет лучше отдохнуть от музыки. Во время своего перерыва группа выпустила 4 октября 2005 года, в честь 10-летия Deftones, CD/DVD-сборник B-Sides & Rarities. В данный сборник вошёл кавер на песню шотландской альтернативной рок-группы Cocteau Twins «Wax and Wane», записанный во время сессий с инженером Брайаном Вирту. В конце 2005 года Чино встретился с продюсером Терри Дэйтом, чтобы попросить о помощи записать вокал для некоторых оставшихся песен. Группе также удалось быстро записать кавер на песню «Jealous Guy» Джона Леннона для международной общественной организации Amnesty International, а также эксклюзивный кавер на песню «Drive» группы The Cars для iTunes.

## Запись
В начале 2006 года все ранее записанные вокальные партии были отменены, и группа вновь приступила к записи альбома совместно с давним другом Шоном Лопезом (Far и The Revolution Smile), который выступил в роли продюсера. Монтажом альбома занимался Райан Горман. В апреле 2006 года наконец была завершена запись альбома; сведением занимался Райан Уилльямс. Также в альбоме были представлены совместные работы с такими музыкантами, как Энни Харди (вокалистка американской инди-рок-группы Giant Drag) и Серж Танкян (вокалист армяно-американской хэви-метал-группы System of a Down).
В своём интервью гитарист Стефен Карпентер заявил, что значительная часть песен на альбоме это полностью заслуга Чино; также песня «Pink Cellphone» основанная на одной вокальной партии Энни, тоже «весь Чино». По факту, Чино играл на второй гитаре в таких песнях, как «Hole in the Earth», «Beware», «Cherry Waves», «U,U,D,D,L,R,L,R,A,B,Select,Start», «Xerces» и «Riviere». В свою очередь, в ответ на заявление Стефена, Чино сказал, что песня «Rats!Rats!Rats!» был «весь Стефен». Стефен написал и записал все гитарные партии в таких песнях, как «Rats!Rats!Rats!» и «Kimdracula», а также он играл на гитаре во всех песнях, кроме «U,U,D,D,L,R,L,R,A,B,Select,Start»: в этой песне Стефен играл на барабанах, а Чино на гитаре. Название этой песни является отсылкой на известный всем геймерам Код Konami, который используется как чит-код во многих видеоиграх японской компании Konami.
Процесс записи альбома Saturday Night Wrist был чреватым и усугублял отношения внутри группы. Чино Морено заявил, что это было «серьёзным болезненным опытом», и что он «затянулся без особого контроля». Поэтому после создания релиза группы, Чино ушёл в работу над Team Sleep, заявляя, что он «не был уверен вернётся ли (он) обратно» (англ. "wasn't sure if [he] was going to return").

## Концепция и темы
В последующих своих интервью Чино Морено описал лирическое содержание некоторых песен. Он объяснил, что название песни «Kimdracula» является частью его электронной почты, которая у него была во время его наркозависимости. Песня «Beware» было предупреждением для всех о сексе, распитие спиртного и употребление наркотиков, с чем он сам столкнулся по ходу записи альбома. Рассказ о ведьме, которую сочинил Чино во время одной из наркотических фаз, он изложил в песне «Riviere». Песня «Cherry Waves» посвящена проверке доверия человека, у которого есть кто-то другой. Смятение, с которым столкнулся Чино во время создания Saturday Night Wrist, описано в песне «Rapture». Проблемы, связанные с взаимоотношениями в группе, отражены в песне «Hole in the Earth».
Чино объяснил название альбома ссылаясь на ущемление лучевого нерва руки вызванное тем, что человек в нетрезвом состоянии уснул на ней таким образом, что рука онемела. Уточняя фразой, что «когда вы одни в субботние вечера, а ваш единственный лучший друг — это ваше трясущееся запястье» (англ. "when you're alone on Saturday nights and your only best friend is your shaking wrist").

## Выпуск
Альбом Saturday Night Wrist был издан 31 октября 2006 года. Утечка альбома в интернет произошла 13 октября, то есть за две недели до официального выпуска. Дебютный сингл с альбома «Hole in the Earth» был отправлен на радио 16 октября.
Коллекция из 16 демоверсий песен во время сессий с Бобом Эзрином стала доступна в сети, включающая грубые вокальные миксы песен «Cherry Waves» и «Combat», инструментальная версия которой должна была стать композицией с названием «Finger of Death», и несколько инструментальных композиций, записанные без участия Чино, которые в итоге не попали в окончательный вариант альбома. Версия альбома в iTunes включала в качестве бонус-трека кавер-версия песни «Drive» нью-вейв-группы The Cars, в которой участвовал продюсер Шон Лопез, а также известный семпл песни «Protection» трип-хоп-группы Massive Attack из одноимённого альбома.

## Рецензии
Saturday Night Wrist был встречен в основном положительно. Музыкальный сайт Metacritic дал альбому 72 балла из 100. Alternative Press поставил альбому максимальное количество баллов, дополнив словами: «Saturday Night Wrist ещё раз доказывает, что Deftones — на острие рынка трансцендентного металла».

## Список композиций
Все тексты написаны Чино Морено, вся музыка написана Deftones, за исключением отмеченных.
| №                   | Название                                                         | Автор(ы)                         | Длительность |
| ------------------- | ---------------------------------------------------------------- | -------------------------------- | ------------ |
| 1.                  | «Hole in the Earth»                                              |                                  | 4:09         |
| 2.                  | «Rapture»                                                        |                                  | 3:25         |
| 3.                  | «Beware»                                                         |                                  | 6:00         |
| 4.                  | «Cherry Waves»                                                   |                                  | 5:17         |
| 5.                  | «Mein» (при уч. Сержа Танкяна)                                   | Deftones, Шон Лопез, Серж Танкян | 3:59         |
| 6.                  | «U,U,D,D,L,R,L,R,A,B,Select,Start» (Инструментальная композиция) |                                  | 4:12         |
| 7.                  | «Xerces»                                                         | Deftones, Рик Верретт            | 3:42         |
| 8.                  | «Rats!Rats!Rats!»                                                |                                  | 4:00         |
| 9.                  | «Pink Cellphone» (при уч. Энни Харди)                            | Deftones, Энни Харди             | 5:04/3:54    |
| 10.                 | «Combat»                                                         |                                  | 4:46         |
| 11.                 | «Kimdracula»                                                     |                                  | 3:15         |
| 12.                 | «Riviere»                                                        |                                  | 3:45         |
| Общая длительность: | Общая длительность:                                              | Общая длительность:              | 51:34        |

| №                   | Название                                          | Автор(ы)            | Длительность |
| ------------------- | ------------------------------------------------- | ------------------- | ------------ |
| 13.                 | «Drive (Кавер на The Cars)» (при уч. Шона Лопеза) | Рик Окасек          | 4:50         |
| Общая длительность: | Общая длительность:                               | Общая длительность: | 56:24        |

## Участники записи
| Производственный персонал - Боб Эзрин — продюсер, звукорежиссёр - Шон Лопез — продюсер, звукорежиссёр, композитор («Mein») - Deftones — продюсеры - Брайан Хамфри — звукорежиссёр - Джо Джонстон — звукорежиссёр - Роберт «Флосси» Чик — ассистент - Сью Дэвид — менеджмент - Lego — фотограф - Гай Осири — A&R - Рик Верретт — композитор («Xerces») - Брайан Вирту — звукорежиссёр - Брайан Уорик — ассистент микшировния - Хоуи Вайнберг — мастеринг - Фрэнк Мэддокс — арт-директор, дизайн - Дэвид Вайз — менеджмент - Райан Уильямс — микширование - Кевин Уильямсон — A&R - Аарон Спринкл — продюсер | Deftones - Чино Морено — вокал, ритм-гитара - Стефен Карпентер — соло-гитара, барабаны («U,U,D,D,L,R,L,R,A,B,Select,Start») - Чи Ченг — бэк-вокал, бас-гитара - Фрэнк Делгадо — клавишные - Эйб Каннингем — барабаны Приглашённые музыканты - Серж Танкян — вокал, композитор («Mein») - Энни Харди — вокал, композитор («Pink Cellphone») |

## Позиции в чартах
| Чарт(2006)                     | Позиция |
| ------------------------------ | ------- |
| Australian Albums Chart        | 26      |
| Austria Albums Chart           | 18      |
| Belgium Album Chart (Flanders) | 70      |
| Belgium Album Chart (Wallonia) | 49      |
| Canadian Albums Chart          | 4       |
| Danish Albums Chart            | 30      |
| Dutch Albums Chart             | 63      |
| Finnish Albums Chart           | 33      |
| French Albums Chart            | 33      |
| German Albums Chart            | 24      |
| Irish Albums Chart             | 50      |
| New Zealand Albums Chart       | 8       |
| Norwegian Albums Chart         | 32      |
| Swedish Albums Chart           | 35      |
| Swiss Albums Chart             | 31      |
| UK Albums Chart                | 33      |
| The Billboard 200              | 10      |
| Billboard Digital Albums       | 10      |
| Billboard Rock Albums          | 4       |
| Billboard Tastemakers Albums   | a       |

| Год  | Песня               | Позиция | Позиция  | Позиция |
| Год  | Песня               | US Alt. | US Main. | UK      |
| ---- | ------------------- | ------- | -------- | ------- |
| 2006 | «Hole in the Earth» | 18      | 19       | 69      |
| 2007 | «Mein»              | 38      | 40       | —       |